# بينس سيبوس
بينس سيبوس (بالمجرية: Sipos Bence)‏ هو لاعب كرة قدم مجري في مركز الوسط، ولد في 7 أبريل 1994 في إيغر في المجر. لعب مع نادي بودابست.